# Gia Luật Nhân Tiên
Gia Luật Nhân Tiên (chữ Hán: 耶律仁先, 1013 – 1072), tên tự là Cửu Lân (乣邻), tiểu tự là Tra Lạt (查剌), là danh thần và vị tướng nổi tiếng đời nhà Liêu. Ông từng đảm nhiệm chức quan cao nhất là Ô Việt.

## Tiểu sử

### Thân thế
Cha là Gia Luật Khôi Dẫn từng giữ chức Tể tướng Nam phủ được phong làm Yên vương. Năm Trùng Khánh thứ 3 thời Liêu Hưng Tông (1033), ông được sung vào làm hộ vệ. Sau này ông làm tướng quân trông coi nhà ở và là quan đô giám trông giữ cung điện, không lâu sau đảm nhiệm chức Tiết độ sứ bộ Hạ Thích Đường Cổ, rồi lại làm Lâm Nha Bắc viện.

### Đi sứ nhà Tống
Năm Trùng Hi thứ 11 (1042), Gia Luật Nhân Tiên được thăng là Phó Xu mật sứ Bắc viện. Lúc bấy giờ nhà Liêu vừa đánh nhà Tống và lấy được 10 thành của Tống. Triều đình nhà Tống bèn cầu xin phía Liêu được tăng việc cống nạp vàng bạc gấm lụa để chuộc lại 10 thành Liêu đã lấy. Hưng Tông phái Gia Luật Nhân Tiên cùng với Lưu Lục Phù đi sứ sang Tống nhằm giải quyết việc này. Gia Luật Nhân Tiên kiên quyết viết là "cống" chứ không viết "hoàn trả". Triều đình nhà Tống tỏ ra khó xử rồi sau cùng hai bên thỏa thuận tăng thêm mười vạn lượng vàng và mười vạn xấp lụa mà vẫn cho là "cống". Sau khi hoàn thành nhiệm vụ đi sứ, Gia Luật Nhân Tiên trở về nước và được giao làm Lưu thủ Nam Kinh.

### Trấn thủ biên cương
Năm Trùng Hi thứ 13 (1044), triều Liêu tiến đánh Tây Hạ. Gia Luật Nhân Tiên ở lại trấn giữ biên giới. Không lâu sau, ông được làm Đô bộ thự hành cung Khiết Đan; được 16 năm thăng chức Đại vương Bắc viện. Năm thứ 18 (1049), Liêu lại đem quân đánh Tây Hạ lần nữa, Gia Luật Nhân Tiên cùng với Hoàng thái đệ Gia Luật Trọng Nguyên làm tiên phong. Tướng Liêu là Tiêu Huệ cầm quân bị thất thế nên Nhân Tiên khuyên can nhà vua đừng tiến quân. Quân Liêu rút về, lúc này do tình hình biên giới phía bắc có nhiều phức tạp, Hưng Tông bèn điều ông làm Lưu thủ Đông Kinh, rồi sau tiến phong làm Ngô vương. Bộ tộc Nữ Chân nổi lên không ngừng cướp phá ở vùng đông bắc. Gia Luật Nhân Tiên xin vua cho mở núi, thông đường nhằm khống chế người Nữ Chân, triều đình làm theo, người dân vùng biên cương lại được yên ổn. 
Năm Thanh Ninh đầu tiên thời Liêu Đạo Tông (1055), Gia Luật Nhân Tiên làm Xu mật sứ Nam viện. Do Gia Luật Hoài Ca gièm pha, ông bị phái đi làm Phó Nguyên soái binh mã ở Nam Kinh, giữ chức Thái úy. Năm Thanh Ninh thứ 6 (1060), Gia Luật Nhân Tiên lại làm Đại vương Nam viện trở về kinh đô nhậm chức. Lúc bấy giờ Niết Cổ Lỗ, Tiêu Hồ Đổ là Khu mật quan Nam viện, Bắc viện vô cùng ghen ghét Gia Luật Nhân Tiên, xin với vua cho ông làm Chiêu thảo sứ Tây Bắc lộ may nhờ Gia Luật Ất Tân khuyên can nên thôi. Sau đó, Nhân Tiên lại được bổ nhiệm làm Tiết độ sứ Nam viện. 

### Cầm quân dẹp nội loạn
Tháng 7 năm Thanh Ninh thứ 9 (1063), Liêu Đạo Tông đi săn ở núi Thái Tử, Gia Luật Lương bẩm báo em trai nhà vua là Gia Luật Trọng Nguyên mưu phản. Gia Luật Nhân Tiên phụng mệnh đi bắt kẻ chủ mưu. Khi ông chưa kịp chuẩn bị ngựa thì Trọng Nguyên đã tiến đến bao vây cung điện. Lúc ấy Đạo Tông định chạy đến Nam, Bắc viện trốn tránh may mà ông kịp thời can ngăn nên nhà vua mới từ bỏ ý định đó. Gia Luật Nhân Tiên liền lấy xe làm trại, dỡ hành mã làm binh khí, chỉ huy hơn 30 người trong hoàng tộc cưỡi ngựa xông ra ngoài chống cự với phản quân. Trọng Nguyên kéo quân đến giao chiến, Gia Luật Nhân Tiên lấy danh nghĩa nhà vua để khuyến cáo đám quân phản loạn khiến bọn họ đầu hàng gần hết. Tướng bên địch là Niết Cổ Lỗ bị trúng tên ngã ngựa rồi bị bắt. Trọng Nguyên thấy vậy bèn dẫn đám tàn quân tháo chạy. Gia Luật Nhân Tiên lại lấy năm viện bộ gần nhất mà Tiêu Tháp Thích đã ở rồi gọi ông ta đến. Đồng thời lần lượt cho người đi triệu tập chư quân. Đến được Lê Minh, Trọng Nguyên lại dẫn hai ngàn quân Hề đến chiếm hành cung. Vừa đúng lúc Tiêu Tháp Thích cầm quân đến. Nhân Tiên dự đoán thế địch không thể kéo dài được bao lâu nữa, muốn đợi cho địch suy yếu hẳn rồi mới tấn công. Thế là ông dàn trận ở phía sau trại, thừa lúc thuận tiện tấn công quân của Trọng Nguyên, quân địch chạy tan tác, Nhân Tiên chỉ huy quân đuổi theo tiêu diệt đến hơn hai mươi dặm. Trọng Nguyên và một số kỷ binh phải chạy trốn đi nơi khác. 
Nhờ có công trấn áp loạn quân mà Gia Luật Nhân Tiên được bái làm Thượng phụ, phong Tống vương, Xu mật sứ Bắc viện. Năm Hàm Ung đầu tiên (1065), ông được phong thêm chức Ô Việt và đổi làm Liêu vương. Ông cùng với Gia Luật Ất Kỷ lo đôn đốc công việc Khu mật ở Bắc viện. Gia Luật Ất Tân được nhà vua sủng ái một cách thái quá, Nhân Tiên lên tiếng ngăn cản khiến hai người bọn họ nảy sinh hiềm khích với nhau. Đạo Tông thấy vậy bèn phái Nhân Tiên đi làm Lưu thủ Nam Kinh. 

### Bình định vùng biên cương
Tháp lý Can của bộ tộc Trở Bốc dấy binh làm phản triều Liêu, Gia Luật Nhân Tiên làm Chiêu thảo sứ Tây Bắc lộ. Ông đến vùng phía tây, sửa sang lại vùng biên ải, phòng thủ những nơi xung yếu, lôi kéo hộ tụ dân chúng xa gần, thế là người dân lại đi vào nề nếp. Tháp Lý Can lại đến quấy phá vùng biên ải, Nhân Tiên cầm quân ra nghênh chiến, đánh bại quân phản loạn, đuổi theo địch đến hơn 80 dặm. Sau đó, đại quân địch lại kéo đến, ông một lần nữa lại đánh tan chúng. khi bộ tộc Bả Lý Tư, Thốc Một đến cứu viện, thấy quân của Tháp Lý Can thua nhiều quá, không dám đánh phải đầu hàng. Thế là vùng biên ải phái bắc lại được yên ổn. 
Năm Hàm Ung thứ 8 (1072), Gia Luật Nhân Tiên mất, thọ 60 tuổi. Trước khi mất, ông dặn người nhà tổ chức tang lễ đơn giản. 